# Glacier Holanda
Le glacier Holanda est un glacier situé dans le parc national Alberto de Agostini, dans la région de Magallanes et de l'Antarctique chilien, au Chili. Il se trouve à l'est du groupe de glaciers présents sur la rive nord du bras nord-est du canal Beagle. La langue terminale du glacier a donné naissance à un petit lac proglaciaire.